# John Morley, I visconte Morley di Blackburn
Lord John Morley, I visconte Morley di Blackburn (Blackburn, 24 dicembre 1838 – Wimbledon, 23 settembre 1923), è stato un politico e scrittore britannico. Dopo aver svolto la professione di giornalista fu eletto alla Camera dei comuni nel 1883; fu capo segretario per l'Irlanda nel 1886 e tra il 1892 e il 1895, segretario di Stato per l'India tra il 1905 e il 1910 e ancora nel 1911, e lord presidente del Consiglio tra il 1910 e il 1914. Morley fu un raffinato commentatore politico e un biografo di William Gladstone, che considerò un suo modello; fu considerato inoltre uno dei maggiori intellettuali liberali del XIX secolo. Si oppose all'imperialismo e alla guerra anglo-boera; la sua contrarietà ad entrare in guerra al fianco della Russia lo estromise dal governo britannico nell'agosto del 1914.

## Biografia

### Nascita ed educazione
Morley nacque a Blackburn, in Lancashire, figlio di Jonathan Morley, chirurgo, e di Priscilla Mary Donkin. Fu educato al Cheltenham College e frequentò in seguito il Lincoln College ad Oxford; quando però manifestò al padre il suo rifiuto ad abbracciare il sacerdozio, questi gli tolse ogni sovvenzionamento, costringendolo ad abbandonare gli studi. Anche in relazione a questa frattura familiare Morley raccolse qualche anno più tardi, nel 1874, le sue riflessioni sulla natura del compromesso nell'opera On Compromise.

### Il giornalismo e l'entrata in politica
Dopo aver tentato per un breve periodo la carriera giuridica, che non poté continuare per la mancanza di risorse economiche, pensò che quella del giornalismo fosse per lui l'unica professione praticabile. A Londra cominciò a scrivere per alcune riviste e acquisì un primo accenno di notorietà a seguito di un articolo che urtò la suscettibilità di alcuni ambienti religiosi. Si sposò in seguito con Rose Ayling, una donna che aveva avuto due figli da una precedente relazione; si assunse l'onere di provvedere a loro, ma decise di non adottarli.
Morley scrisse per alcune effimere riviste letterarie (Literary Gazette, Leader, Saturday Review) e fece amicizia con George Henry Lewes, George Eliot e Leslie Stephen. Nel 1867 successe a Lewes nella direzione del periodico The Fortnightly Review, guidando la rivista per 15 anni e diventando uno dei capi riconosciuti del radicalismo liberale; tra il 1880 e il 1883 diresse anche il Pall Mall Gazette. Nel frattempo si era candidato senza successo alle elezioni del 1869 nel collegio di Blackburn, indette dopo che quelle dell'anno precedente erano state invalidate. Analogamente, nel 1880 non riuscì ad ottenere un seggio nel collegio elettorale della Città di Westminster. Riuscì ad essere eletto alla Camera dei comuni nel 1883, ottenendo un seggio per il Partito Liberale nel collegio di Newcastle upon Tyne; rappresentò la città al Parlamento fino al 1895.

### Capo segretario per l'Irlanda
Le elezioni del novembre 1885 avevano indebolito il governo di Lord Salisbury e portato in Parlamento 86 nazionalisti irlandesi; il 26 gennaio 1886, cinque giorni dopo l'inaugurazione dell'Assemblea, questi ultimi e il Partito Liberale fecero cadere il governo conservatore.
William Ewart Gladstone, capo dei liberali, formò un nuovo esecutivo in febbraio, nel quale John Morley entrò come capo segretario per l'Irlanda in virtù della sua decisa posizione a favore di una maggiore autonomia di Dublino da Londra. Il governo si impegnò a promulgare una legge in tal senso, ma questa (chiamata Home Rule Bill) trovò subito difficoltà e resistenze. Dal Partito Liberale si staccò un nutrito numero di Unionisti, e Morley si trovò sempre più isolato nel rifiutare compromessi al ribasso; le tensioni portarono in breve allo scioglimento della Camera dei comuni e alle dimissioni di Gladstone nel luglio dello stesso anno.
Durante i successivi cinque anni, l'attività politica di Morley fu incentrata sulla difesa dell'Home Rule Bill e sulla denuncia della politica di coercizione attuata dal governo di Salisbury; intraprese inoltre una campagna per l'abolizione del diritto ereditario di appartenere alla Camera dei lord. Nel 1892 le elezioni portarono nuovamente al governo Gladstone, e Morley fu nominato ancora capo segretario per l'Irlanda. Un secondo Home Rule Bill fu portato in Parlamento, ma dopo essere stata approvata con una maggioranza risicata alla Camera dei comuni la legge fu affondata definitivamente alla camera alta. A seguito di questo nuovo fallimento e dei contrasti con il segretario agli Affari Esteri, Lord Rosebery, Gladstone rassegnò le dimissioni nel marzo del 1894; lo stesso Rosebery, che gli successe, non riuscì ad ottenere significativi risultati e rinunciò alla carica poco più di un anno dopo.

### L'opposizione alle otto ore lavorative
A partire dal 1889, Morley non accolse le pressioni da parte dei capi sindacali di Newcastle volte a portare all'introduzione di un orario lavorativo giornaliero di otto ore per obbligo di legge; riteneva infatti che lo Stato non dovesse intervenire nei processi economici. Per Morley un atto di tal genere sarebbe equivalso a “inserire un bastone nei delicati e complessi ingranaggi dell'industria britannica”. Affermò inoltre che sarebbe stato sbagliato “permettere al legislatore, che non conosce queste cose, che è di parte in queste cose – dare al legislatore il potere di dire quante ore al giorno deve o non deve lavorare un uomo”.
Morley disse ai sindacalisti che l'unica via giusta per limitare l'orario lavorativo avrebbe dovuto essere intrapresa attraverso azioni volontarie da parte dei lavoratori. La sua franchezza sul tema, rara per un politico, gli attirò l'ostilità dei laburisti. Nel settembre del 1891 due riunioni generali videro leader come John Burns, Keir Hardie e Robert Blatchfors coalizzarsi contro di lui. Alle elezioni del 1892 Morley non affrontò un laburista, ma la Social Democrat Federation appoggiò il candidato Unionista; quest'ultimo prese più voti, ma entrambi ottennero il seggio. Quando fu nominato al governo, Morley dovette affrontare una seconda elezione, che vinse contro un candidato favorevole alle otto ore lavorative grazie al supporto degli immigrati irlandesi a Newcastle. Dopo il voto alla legge che stabiliva le otto ore lavorative, nello stesso anno, accusò il Partito Liberale di essersi arreso ai più superficiali e testardi rappresentanti del mondo del lavoro.

### Segretario di Stato per l'India
Alle elezioni generali del 1895 il Partito Liberale andò incontro ad una dura sconfitta; Morley stesso perse il seggio di Newcastle, ma l'anno successivo riuscì a farsi eleggere nel collegio che faceva perno sulla cittadina di Montrose, in Scozia. In seguito si oppose fermamente alla guerra anglo-boera, guidando con David Lloyd George l'ala anti-imperialista del Partito Liberale.
Nel 1905, quando Henry Campbell-Bannerman formò il suo gabinetto liberale, Morley fu nominato segretario di Stato per l'India, anche se avrebbe preferito ricoprire l'incarico di Cancelliere dello Scacchiere. Pur non avendo mai affrontato in precedenza i problemi della colonia indiana, Morley si immerse nella nuova esperienza, nella quale si trovò a dover collaborare con il viceré Minto, nominato poco prima dal precedente governo conservatore. Su di lui si concentrarono le speranze dei moderati indiani di Gopal Krishna Gokhale, ma Morley si rese presto conto dell'enorme difficoltà del suo compito: in un clima dove gli elementi autonomisti più radicali provocavano violente rivolte, la dura repressione britannica rischiava di aumentare l'odio anticolonialista.
Le riforme di Morley e Minto approdarono nel 1909 all'approvazione dell'Indian Councils Act. In esso si accordava una maggiore partecipazione indiana nei consigli: un rappresentante entrò nel consiglio del viceré, due entrarono in quello del segretario di Stato a Londra, mentre a livello locale il numero di membri indiani nei consigli aumentò considerevolmente. Tra di essi, però, molti furono scelti dal governo britannico e non eletti. La separazione dell'elettorato tra musulmani e indù, inoltre, fu un'ulteriore occasione per dividere la rappresentanza indigena, secondo la politica del divide et impera.
Quando Herbert Henry Asquith nel 1908 successe al dimissionario Campbell-Bannerman, Morley mantenne il suo incarico di segretario per l'India; nello stesso anno, inoltre, gli furono concessi il titolo nobiliare di visconte e un seggio alla Camera dei lords. Nel novembre del 1910 lasciò tuttavia l'incarico di segretario di Stato.

### Gli ultimi anni
Come membro della camera alta, Lord Morley aiutò ad assicurare il passaggio del Parliament Act 1911, che eliminò il potere di veto di questa alle leggi di natura economica e finanziaria. Dal 1910 allo scoppio della prima guerra mondiale ricoprì la carica di lord presidente del Consiglio. Il 2 agosto 1914, in seguito alla decisione del governo liberale di muovere guerra alla Germania, Morley si dimise. A differenza di altri esponenti del suo partito, non fu allarmato dall'invasione tedesca del Belgio; riteneva tuttavia che il Regno Unito non potesse allearsi alla Russia.
Nel 1917 ricompose brani dei suoi diari e delle lettere da lui scritte nei due volumi di Recollections. Il 23 settembre del 1923 morì nella sua casa di Wimbledon, seguito due mesi dopo dalla moglie; non avendo avuto figli, il titolo nobiliare si estinse.

## Letteratura
La carriera letteraria di John Morley si sviluppò parallelamente a quella politica, portandogli anch'essa successi e riconoscimenti. Raffinato biografo, critico e saggista, scrisse una serie di saggi e biografie sui maggiori intellettuali francesi del XVIII secolo; i suoi lavori più importanti riguardarono le figure di Voltaire (1872), Rousseau (1873) e Diderot e gli Enciclopedisti (1878). Nelle sue intenzioni, queste opere avrebbero dovuto far parte di un progetto più ampio dedicato alla Rivoluzione francese, che però non vide mai la luce.
Uno dei suoi libri più influenti fu l'opera On Compromise (1874), nella quale analizzò il valore etico della politica e la natura del compromesso. Scrisse inoltre le biografie di Edmund Burke (1879), Richard Cobden (1881), Oliver Cromwell e del suo mentore, William Ewart Gladstone (1903).

## Opere
- Voltaire (1871).
- Rousseau (1873).
- The Struggle for National Education (1873).
- On Compromise (1874).
- Diderot and the Encyclopaedists (1878).
- Burke (1879).
- The Life of Richard Cobden (1881).
- Walpole (1889).
- Studies in Literature (1891).
- Oliver Cromwell (1900).
- The Life of William Ewart Gladstone (3 volumi; 1903).
- Recollections (2 volumi; 1917).